# Institut pratique du journalisme
 (août 2025).
 (août 2025).
La mise en forme du texte ne suit pas les recommandations de Wikipédia : il faut le « wikifier ».
Les points d'amélioration suivants sont les cas les plus fréquents. Le détail des points à revoir est peut-être précisé sur la page de discussion.
- Les titres sont pré-formatés par le logiciel. Ils ne sont ni en capitales, ni en gras.
- Le texte ne doit pas être écrit en capitales (les noms de famille non plus), ni en gras, ni en italique, ni en « petit »…
- Le gras n'est utilisé que pour surligner le titre de l'article dans l'introduction, une seule fois.
- L'italique est rarement utilisé : mots en langue étrangère, titres d'œuvres, noms de bateaux, etc.
- Les citations ne sont pas en italique mais en corps de texte normal. Elles sont entourées par des guillemets français : « et ».
- Les listes à puces sont à éviter, des paragraphes rédigés étant largement préférés. Les tableaux sont à réserver à la présentation de données structurées (résultats, etc.).
- Les appels de note de bas de page (petits chiffres en exposant, introduits par l'outil «  Source ») sont à placer entre la fin de phrase et le point final[comme ça].
- Les liens internes (vers d'autres articles de Wikipédia) sont à choisir avec parcimonie. Créez des liens vers des articles approfondissant le sujet. Les termes génériques sans rapport avec le sujet sont à éviter, ainsi que les répétitions de liens vers un même terme.
- Les liens externes sont à placer uniquement dans une section « Liens externes », à la fin de l'article. Ces liens sont à choisir avec parcimonie suivant les règles définies. Si un lien sert de source à l'article, son insertion dans le texte est à faire par les notes de bas de page.
- La présentation des références doit suivre les conventions bibliographiques. Il est recommandé d'utiliser les modèles {{Ouvrage}}, {{Chapitre}}, {{Article}}, {{Lien web}} et/ou {{Bibliographie}}. Le mode d'édition visuel peut mettre en forme automatiquement les références.
- Insérer une infobox (cadre d'informations à droite) n'est pas obligatoire pour parachever la mise en page.

Pour une aide détaillée, merci de consulter Aide:Wikification.
Si vous pensez que ces points ont été résolus, vous pouvez retirer ce bandeau et améliorer la mise en forme d'un autre article.
 (août 2025).
Pour les articles homonymes, voir IPJ.
 (février 2013).
Si vous disposez d'ouvrages ou d'articles de référence ou si vous connaissez des sites web de qualité traitant du thème abordé ici, merci de compléter l'article en donnant les références utiles à sa vérifiabilité et en les liant à la section « Notes et références ».
L’Institut pratique du journalisme (IPJ) Dauphine de l'université PSL est une grande école française de journalisme, située à Paris.
Fondée en 1978 par l'historien Pierre Miquel, l'école fait partie des 14 écoles reconnues par la Commission paritaire nationale de l'emploi des journalistes (CPNEJ). Chaque année, son concours attire près d'un millier de candidats pour 48 places seulement.
Depuis 2011, l'IPJ est intégrée par décret à l'université Paris Dauphine (UPD) et fait partie de Paris Sciences et Lettres (qui regroupe notamment l'ENS Ulm, Chimie Paris Tech, le Collège de France, etc.) reconnue comme la première université française selon le classement mondial QS.
L'école est située au 24 rue Saint-Georges, dans le 9e arrondissement de Paris, dans le quartier historique de la presse française.
En 2014, l'IPJ est la première école de journalisme à obtenir le label Diversité de l'Afnor. L'ancienne journaliste Pascale Colisson est chargée de la mission « Diversité, égalité et lutte contre les discriminations » au sein de l'établissement.

## Historique

### 1978: fondation en tant qu'école privée

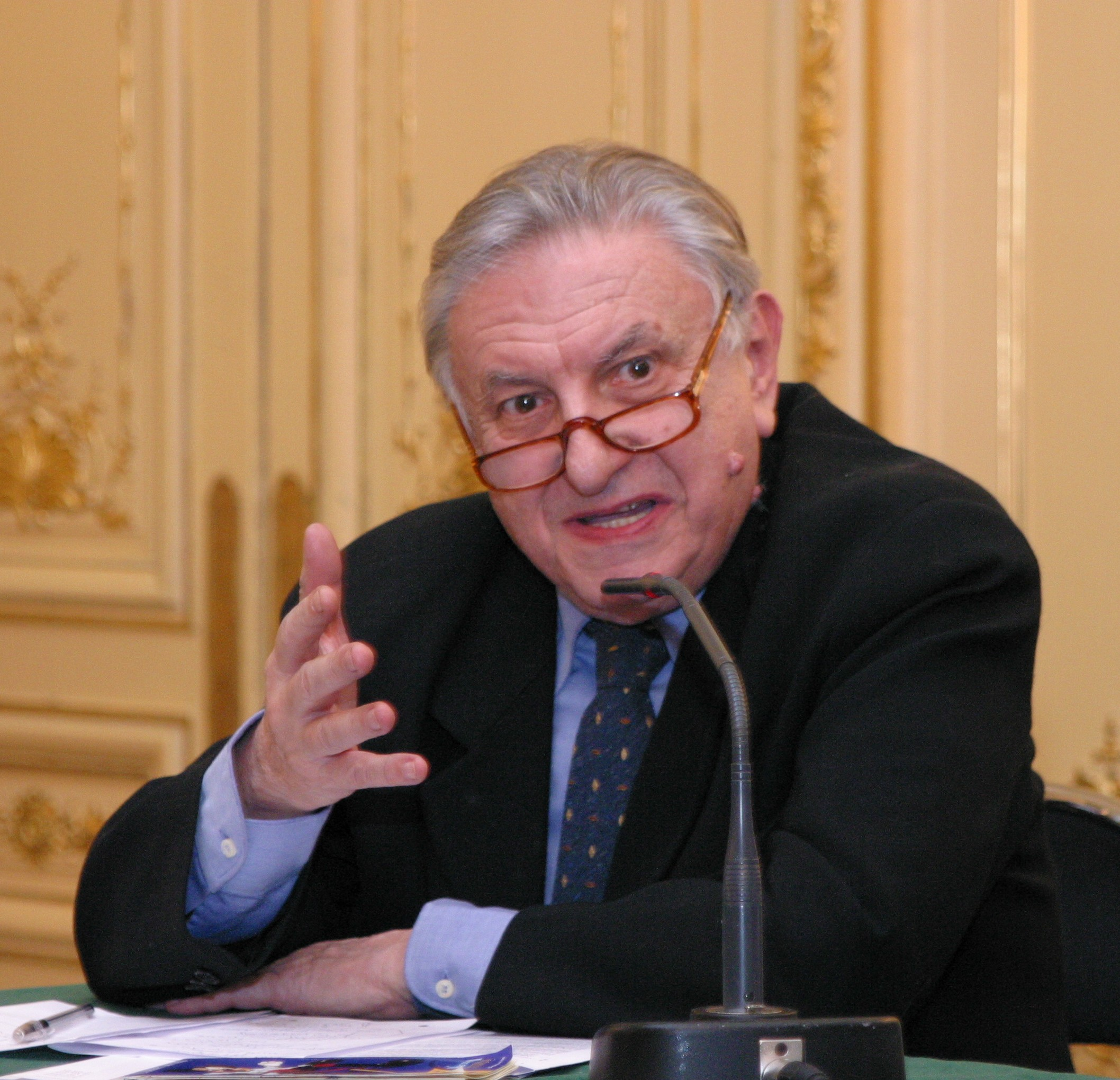
L'IPJ a été fondée par le célèbre historien Pierre Miquel.

L'Institut pratique du journalisme est l'une des plus anciennes écoles reconnues. Elle est créée en tant qu'établissement privé associatif en 1978 par l'historien, spécialiste de la Première Guerre mondiale, Pierre Miquel ainsi que par Jean Augonnet, directeur de l'institut entre 1978 et 2002.
Leur projet était de créer une école qui évoluerait en permanence et serait ouverte aux progrès du journalisme, des usages et de ses pratiques.
L'institut est installé rue de Turenne, dans le 3e arrondissement de Paris.

### 1991: déménagement et reconnaissance par la profession
Depuis le 27 mai 1991, l'IPJ fait partie des 14 écoles reconnues par la profession, via le dispositif prévu par la Convention collective nationale de travail des journalistes. L'établissement est reconnu par l'État, le 28 janvier 1993.
En 1996, l'Institut déménage et s'installe rue Saint-Georges dans le 9e arrondissement, dans les anciennes salles d'expédition de l'hebdomadaire l'Illustration.
En 2001, l'ancien rédacteur en chef de Pixel et éditeur Pascal Guénée prend la direction de l'école. Il est lui-même diplômé d'un master de journalisme de l'IPJ et d'un master de sciences politiques à l'université Paris Panthéon Assas.
En 2004, le diplôme de journalisme est visé par le ministère de l'Enseignement supérieur et de la Recherche. La même année, l'IPJ est devenue la première école de journalisme à ouvrir une filière par alternance.
En 2007, Denis Jeambar, journaliste et ancien directeur de la rédaction de L'Express, devient président du conseil d'administration de l'école.

### 2011: intégration à l'université Paris-Dauphine
En septembre 2011, l'Institut pratique du journalisme intègre par décret l'université Paris-Dauphine et devient l'Institut pratique du journalisme Paris-Dauphine. Il délivre depuis à ses étudiants un double diplôme : un master de journalisme de l'université Paris-Dauphine, ainsi qu'un diplôme propre à l'IPJ.

### 2014: création des certificats Médias et Journalisme
Depuis 2014, l’IPJ, en partenariat avec le département de licence Sciences des Organisations (LSO) de l'université Paris Dauphine-PSL, propose des formations destinées aux étudiantes et étudiants souhaitant se familiariser avec l’univers des médias :  le Certificat Introduction aux Médias et au Journalisme (CIMJ) et le Certificat Médias et Journalisme (CMJ).
Les enseignements sont assurés par des journalistes professionnels, des spécialistes des médias ainsi que des enseignants-chercheurs issus de Paris Dauphine et de PSL. L’accès au CMJ est réservé aux étudiants inscrits en licence Management et Gestion des Organisations (MGO), Sciences Sociales (LISS) ou au Cycle Pluridisciplinaire d’Études Supérieures (CPES) de PSL.
Le certificat est délivré en fin de licence (L3), en parallèle du diplôme principal, sous réserve de validation des crédits ECTS requis.
En 2019, l'actuel directeur de l'IPJ, Pascal Guénée devient également président du comité d'organisation du Congrès mondial des écoles de journalisme (WJEC) et président de la Conférence des Ecole de Journalisme.

## L'école

### Présidents
- 1978-2001 - Pierre Miquel, président-fondateur de l'institut, créé en août 1978, dont il conservera la présidence jusqu'en 2002, vice-président Yann Cotten, rédacteur en chef à TF1
- 2002-2006 - Catherine Lambret
- Depuis 2007 - Denis Jeambar, journaliste et écrivain, ancien directeur de l'hebdomadaire L'Express.

### Formation
L'IPJ forme des journalistes, pour tous les médias (presse écrite, radio, télévision, agences de presse, multimédia), en deux ans. Les boursiers d'État (CROUS) sont exonérés de frais de scolarité. L'intégration se fait sur concours. La préparation du diplôme peut se faire sous statut étudiant ou en apprentissage.
Le concours d'entrée (commun avec le CFJ de Paris entre 2006 et 2016) recrute les étudiants titulaires a minima d'une licence ou équivalent (bac + 3). Sous statut étudiant, la scolarité s'effectue en deux années et vise le niveau bac + 5.
L'enseignement est assuré à la fois par des professionnels du journalisme et des professeurs des universités. L'Institut est titulaire de la charte Erasmus et entretient des liens privilégiés avec plusieurs écoles européennes.
L'IPJ assure également la formation de jeunes journalistes en apprentissage depuis 2004, elle a été la première à proposer ce mode de formation aux entreprises de presse. En 2024, 30% des étudiants suivent la formation en alternance.
La première année associe cours fondamentaux (économie, politique, relations internationales, connaissance des médias) et cours professionnalisants (radio, TV, médias écrits et numériques). Certains travaux sont réalisés en collaboration avec des étudiants d'autres disciplines notamment le département de mathématiques de Dauphine et l'école des Mines.
Entre le Master 1 et le Master 2, les étudiants de l'IPJ peuvent effectuer une année de césure dans les universités membres et partenaires du groupe PSL : Dauphine, ENS Ulm, EPHE...

### Parcours
L'IPJ propose 108 combinaisons différentes de spécialités et d'options.
Trois parcours thématiques :
- Journalisme politique et social
- Journalisme économique et social
- Journalisme international et européen

Trois spécialisations techniques :
- TV
- Radio
- Enquêtes et écritures digitales

Trois spécialisations thématiques :
- Agence de presse
- Datajournalisme
- IA et journalisme

Quatre options thématiques :
- Culture
- Police-justice
- Sport
- Sciences/Santé/Environnement

### Insertion professionnelle
Trente mois après l'obtention du diplôme, 100% des diplômé(e)s ont trouvé un emploi. 92% considèrent que leur emploi est en adéquation avec leur formation.

## Travaux des étudiants

### Chaud Devant!
Les étudiants et étudiantes en master 1 produisent au second semestre une newsletter quotidienne sur le dérèglement climatique et ses impacts intitulée « Chaud devant ! ».

### Journal école
La dernière semaine de Master 1 est banalisée pour permettre aux étudiants de produire des articles pour des médias partenaires. Parmi les dernières collaborations figurent Le Nouvel Obs, Le Parisien Eco, L'Express, 20 Minutes, etc.

### Projet de mobilité
Chaque année les alternants et les alternantes en Master 2 réalisent un projet de mobilité à l'étranger. Pendant une semaine, ils se rendent dans un pays étranger pour produire des reportages, des portraits, des enquêtes pour un média en ligne...
- 2025 : La Slovénie, Slowmedia
- 2024 : La Grèce, Mythos Medias
- 2023 : La Serbie, Fragments
- 2022 : La Hongrie, Populest
- 2019 : Le Ghana
- 2018 : Le Sénégal

### Livre enquête
En deuxième année, les étudiants et étudiantes en spécialisation enquêtes et écritures digitales réalisent un magazine d'enquête thématique.
- 2024 : Forêt
- 2023 : Lune
- 2022 : Lésé.e.s
- 2021 : Legs
- 2020 : Loin

## Prix et Bourses
Tout au long de leur cursus, les étudiants de l'IPJ (comme tous les étudiants des écoles de journalisme reconnues par la profession) peuvent passer des prix et des bourses proposés par différents médias. Les lauréats sont généralement récompensés par un CDD au sein du média organisateur ou une somme d'argent.
(Liste non-exhaustive des lauréats depuis 2020)

### Radio
| Année | Nom              | Bourse                   | Média        |
| ----- | ---------------- | ------------------------ | ------------ |
| 2024  | Arthur Pereira   | Prix Fondation Varenne   |              |
| 2024  | Camille Pigois   | Prix AJCAM               |              |
| 2024  | Martin Pinguet   | Prix Médias et ruralités |              |
| 2022  | Arthur Pereira   | Bourse Dumas             | RTL          |
| 2021  | Mathilde Ansquer | Tremplin Radio France    | Radio France |
| 2020  | Maxime Levy      | Les Talents de l'info    | RMC          |

### Télévision
| Année | Nom                                | Bourse                                                      | Média              |
| ----- | ---------------------------------- | ----------------------------------------------------------- | ------------------ |
| 2024  | Germain Baslé                      | Prix Albert Londres de l'audiovisuel                        |                    |
| 2024  | David Couloume                     | Prix Bayeux Calvados-Normandie des correspondants de guerre |                    |
| 2024  | Constantin Jallot et Adélina Paris | Prix Jeunes reporters pour l'environnement                  |                    |
| 2024  | Angélina Mensah                    | Bourse de l'Association de la Presse Présidentielle         |                    |
| 2024  | Morgane Dumont                     | Prix médias et ruralités                                    |                    |
| 2023  | Edgar Groleau                      | Bourse Marc Van Moere                                       | RMC Sport          |
| 2023  | Léa Prunier                        | Prix Mojo M6                                                | M6                 |
| 2022  | Julien Errard                      | Prix Mojo M6                                                | M6                 |
| 2021  | Juliette Coulais                   | Bourse Jean d'Arcy (finaliste)                              | France Télévisions |
| 2021  | Léa Dandois                        | Grand Match Sports                                          | Canal Plus         |
| 2020  | Paul Ruyer                         | Grand Match Sports                                          | Canal Plus         |

### Presse écrite, web, agence
| Année | Nom                                                            | Bourse                                                    | Média                       |
| ----- | -------------------------------------------------------------- | --------------------------------------------------------- | --------------------------- |
| 2025  | Nils Leprêtre                                                  | Prix étudiant jeunes reporters pour l'environnement (JRE) |                             |
| 2025  | Kinda Luwawa                                                   | Prix Jeunes critiques cinéma de Cabourg                   | Première, Cahiers du cinéma |
| 2025  | Solène Alifat                                                  | Prix AJIS de l'information sociale                        |                             |
| 2024  | Zoé Samin                                                      | Prix AJIS de l'information sociale (mention AFPA)         |                             |
| 2024  | Willem Foloppe                                                 | Prix Pascal Guérin                                        | Le Parisien                 |
| 2024  | Léa Beaudufe-Hamelin                                           | Prix AJIR Religions (mention du jury)                     |                             |
| 2024  | Baptiste Dedieu et Quentin Le Vann                             | Prix AJIR Religions (Prix spécial du jury)                |                             |
| 2023  | Georges Malbrunot                                              | Prix Fondation Varenne (Grand Prix)                       |                             |
| 2023  | Lola Dufeu                                                     | Prix Fondation Varenne (mention jeune journaliste)        |                             |
| 2023  | Emma Poesy                                                     | Prix Jeunes critiques cinéma de Cabourg                   | Première, Cahiers du cinéma |
| 2023  | Pol-Malo Le Bris                                               | Grand prix étudiant de La Finance pour tous               |                             |
| 2022  | Audrey Guettier et Juliette Soulignac                          | Prix AJIS de l'information sociale                        |                             |
| 2022  | Morgane Dumont, Nicolas Ghorzi, Arthur Ponchlet, Imane Rachati | Prix de l'initiative européenne jeunesse                  |                             |
| 2021  | Romane Rosset et Juliette Bourgault                            | Prix AJIS de l'information sociale                        |                             |
| 2021  | Maël Jouan                                                     | Prix AJIR Religions (prix religions-jeunes journalistes)  |                             |
| 2022  | Chloé Rabs                                                     | Bourse AFP Factuel / Google News Initiative               | AFP                         |
| 2022  | Louise Mouillaud                                               | Bourse GEO du jeune reporter                              | GEO                         |

## Anciens élèves notables
Cette section ne s'appuie pas, ou pas assez, sur des sources secondaires ou tertiaires indépendantes du sujet. Le texte peut contenir des analyses inexactes ou inédites de sources primaires.
Pour l'améliorer, ajoutez-en, ou placez des modèles {{Source secondaire souhaitée}} ou {{Source secondaire nécessaire}} sur les passages mal sourcés. (novembre 2022)
Depuis sa création, l'IPJ a formé plus de 2000 étudiants. Parmi eux plusieurs journalistes ont été récompensés par des prix prestigieux après l'école : prix Albert Londres, prix Bayeux Calvados-Normandie, prix Varenne, Micro d'or etc.

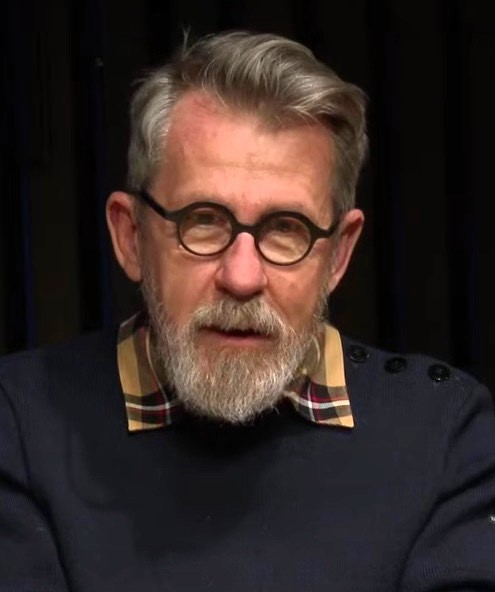
Jamy Gourmaud, 9ème promotion.

Parmi les journalistes célèbres ayant étudié au sein d'IPJ, figurent Gérard Davet, journaliste au Monde (8ème promotion), connu notamment pour ses articles sur l'affaire Bettencourt, Patrick de Saint-Exupéry, rédacteur en chef de la revue XXI et lauréat du prix Albert-Londres en 1991(5ème promotion),Alexandre Boussageon, grand reporter et ancien rédacteur en chef du Nouvel Observateur (1ère promotion) et Faïza Zerouala, journaliste à Mediapart et écrivaine (33ème promotion).

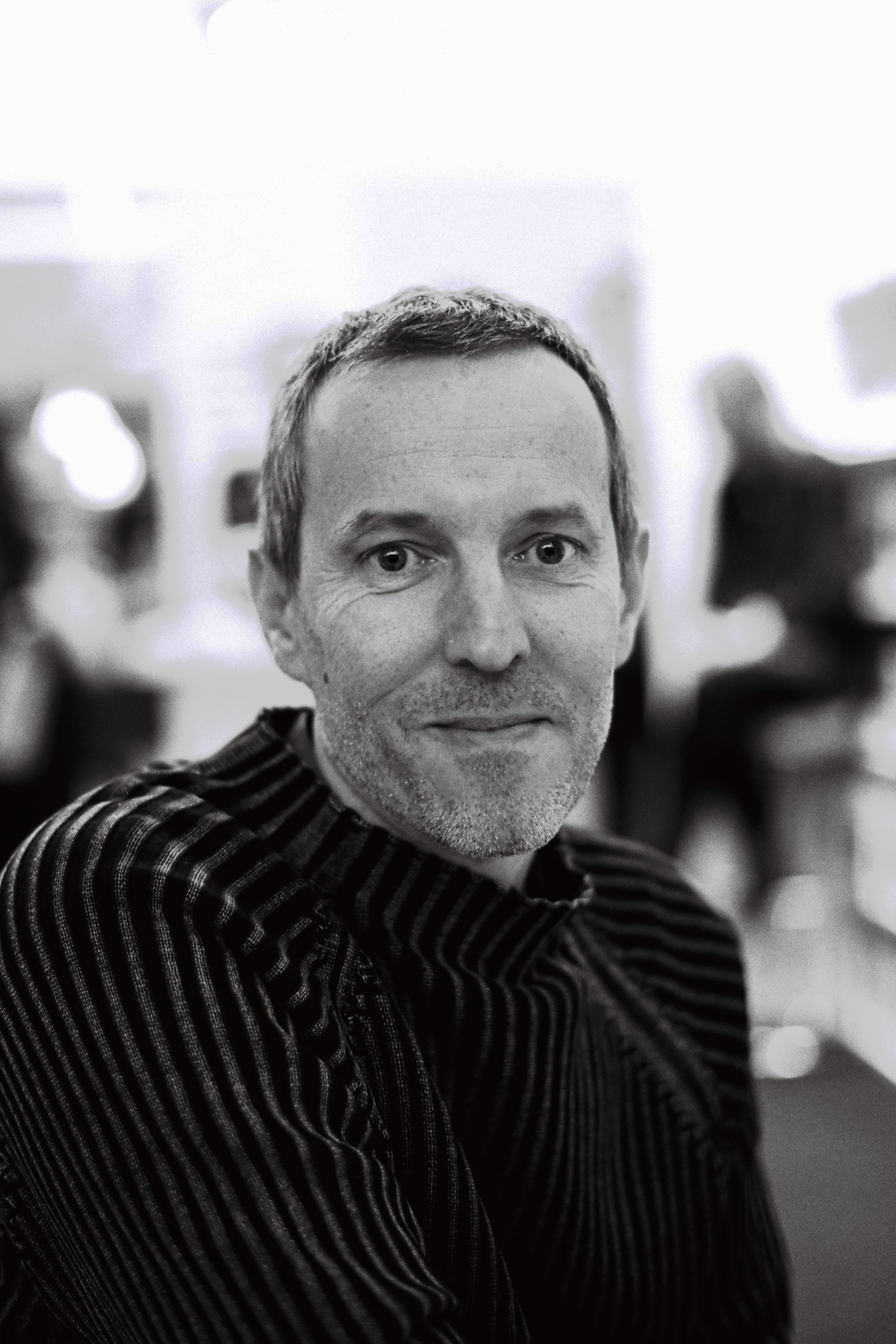
Gérard Davet, 8ème promotion.

Figurent aussi les noms de Georges Malbrunot, grand reporter au quotidien Le Figaro, retenu en otage pendant 124 jours en Irak avec son confrère Christian Chesnot (7ème promotion), ou encore Jamy Gourmaud, coprésentateur de l'émission C'est pas sorcier (9ème promotion).
Apparaissent également au registre des anciens étudiants de l'IPJ les noms de Olivier Truchot, journaliste à BFM TV(13ème promotion) et RMC, Julien Arnaud, présentateur sur la chaîne d'informations en continu de TF1, LCI (18ème promotion), Julien Bellver de Quotidien (25ème promotion), Frédéric Lopez, l'animateur de France 2 (12ème promotion) et Denis Brogniart, l'animateur de TF1 (14ème promotion).